# Маунт Крофорд (Вирџинија)
Маунт Крофорд (енгл. Mount Crawford) град је у америчкој савезној држави Вирџинија. По попису становништва из 2010. у њему је живело 433 становника.

## Демографија
Према попису становништва из 2010. у граду је живело 433 становника, што је 179 (70,5%) становника више него 2000. године.
| Група             | 2000.       | 2010.       |
| Белци             | 245 (96,5%) | 407 (94,0%) |
| Афроамериканци    | 4 (1,6%)    | 13 (3,0%)   |
| Азијати           | 0 (0,0%)    | 2 (0,5%)    |
| Хиспаноамериканци | 1 (0,4%)    | 10 (2,3%)   |
| Укупно            | 254         | 433         |